# Skebymadonnan

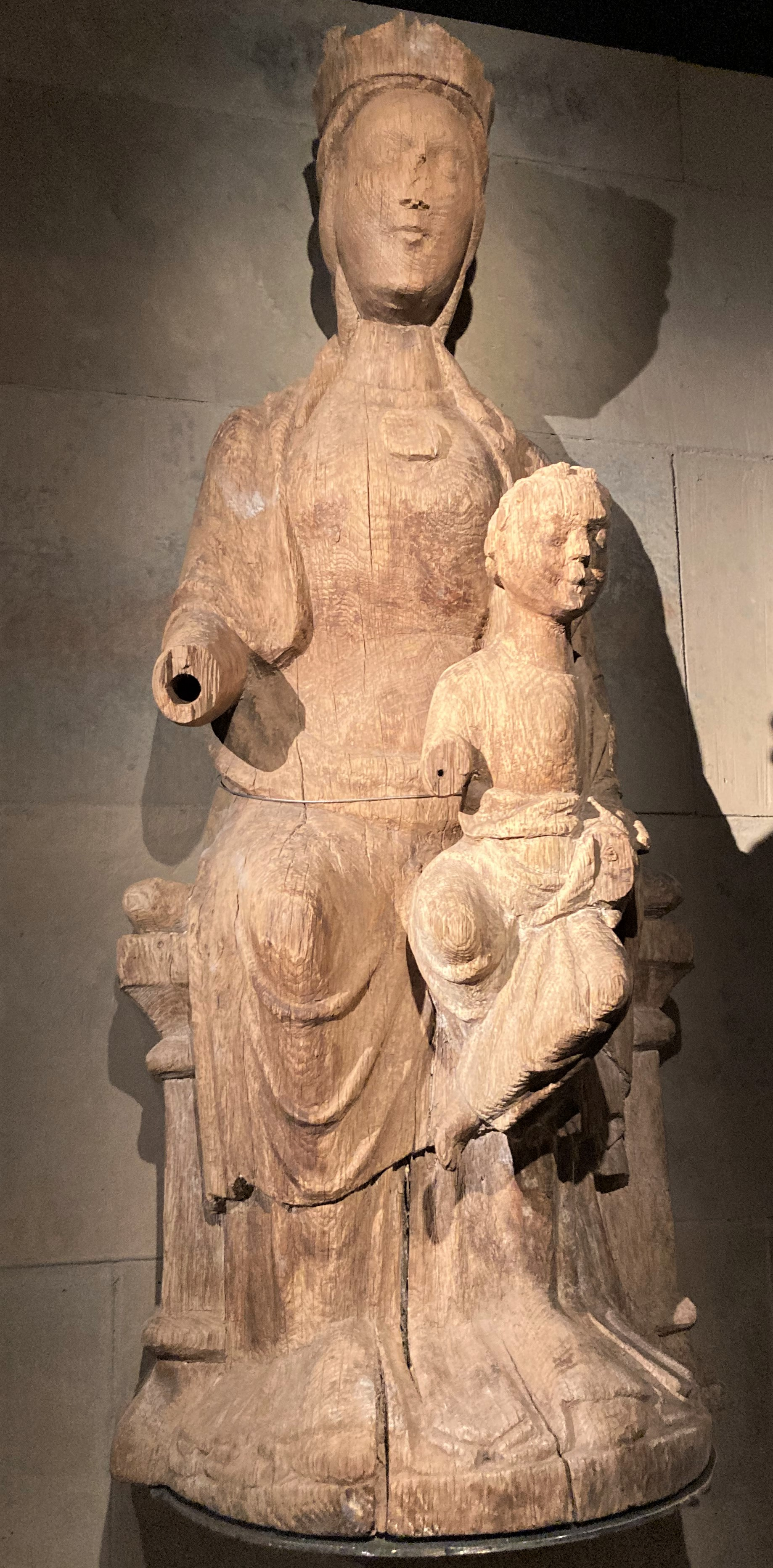
Madonnan med barnet från Skeby kyrka.

Skebymadonnan är en träskulptur från tidigt 1200-tal som ursprungligen var placerad i Skeby kyrka i Västergötland. Statyn ingår idag i samlingarna på Västergötlands museum i Skara. Den 78,5 cm höga statyn är tillverkad av ekträ och utförd i romansk stil. 
Statyn föreställer Jungfru Maria som sitter frontalt på en profilerad bänk med Jesusbarnet på vänster knä. Maria bär krona där bladen saknas och har ett pluggat hål i hjässan. Håret faller i flätor ned över axlarna och hon är klädd i klänning som faller i raka, nedåt utsvängda veck mot fotplattan. Över denna bär hon en mantel med nedvikt kant runt halsen, draperad i mjuka veck över armar och knän. Vid halslinningen bär hon ett runt bröstsmycke. Barnet sitter med korslagda ben och dess hårlockar sitter som en krans runt om huvudet. Han är klädd i tunika med draperad mantel över vänster axel och runt livet. Maria håller barnet med vänster hand, den högra är avslagen. Även barnets händer saknas och bådas näsor är skadade. Den har varit bemålad i klara färger och möjligen även förgylld, men all färg är borta.
Mariakulten var utbredd i Västergötland under medeltiden. Redan på 1000-talet nämns Maria på runstenar. Många kyrkor hade statyer med madonnan med barnet och flera vara helgade åt jungfrun. Vanligt var att det fanns ett särskilt marialtare utmed långhusets norra vägg. 